# Masters of the Universe (singel Juno Reactor)
Masters Of The Universe – dziewiąty singel oraz utwór brytyjskiego zespołu Juno Reactor wydany 10 lipca 2001 roku w Stanach Zjednoczonych przez wytwórnię Metropolis Records (wydanie CD). Singel pochodzi z piątego albumu Juno Reactor - Shango, składa się z 5 utworów - jednej wersji oryginalnej Masters Of The Universe oraz 4 jej remixów. Utwory znajdujące się na singlu, podobnie jak większość produkcji zespołu, należą do nurtu muzyki psychedelic trance oraz goa trance.
Utwór wykorzystano m.in. w  krótkometrażowym filmie animowanym Historia ucznia (ang. Kid's Story; seria Animatrix) oraz w trailerach do gry komputerowej Enter the Matrix i filmu przygodowego Lara Croft: Tomb Rider.

## Lista utworów
1. Masters Of The Universe (Edit) (4:05)
2. Masters Of The Universe (Eternal Basement Remix) (7:40)
3. Masters Of The Universe (Neon Remix) (6:19)
4. Masters Of The Universe (Eternal Basement 12" Mix) (8:22)
5. Masters Of The Universe (Front 242 "Pure Remix") (4:58)